# Marc Oberweis
Marc Oberweis (Luxemburg, 6 november 1982) is een Luxemburgse voetballer. Oberweis is doelman en maakte furore bij de club F91 Dudelange, waarmee hij driemaal landskampioen van Luxemburg werd, te weten in 2000, 2001 en 2002.
Tevens speelde Oberweis tot dusver zeven interlands met het nationale voetbalelftal van Luxemburg. In 2004 verruilde hij F91 Dudelange voor de eveneens Luxemburgse club CS Grevenmacher. In 2009 stapte hij over naar Jeunesse Esch.